# Lenguas bálticas
Las lenguas bálticas son una rama de la familia lingüística indoeuropea hablada de forma nativa o como segunda lengua por una población de entre 6,5 y 7,0 millones de personas principalmente en las áreas que se extienden al este y sureste del mar Báltico en Europa. 
Junto con las lenguas eslavas, forman la rama balto-eslava de la familia indoeuropea.

## Distribución e historia

### Distribución geográfica
Aunque el nombre de Repúblicas bálticas se suela usar para referirse a Estonia, Letonia y Lituania, el estonio es una lengua ugrofinesa, sin relación con el lituano, ni con el letón, ni con ningún idioma indoeuropeo.
Los hablantes de las lenguas bálticas modernas se concentran principalmente dentro de las fronteras de Lituania y Letonia, y en comunidades de emigrantes en Estados Unidos, Canadá, Australia, Brasil, Argentina,  Paraguay y los antiguos estados soviéticos. Históricamente estos idiomas se hablaron en un área mayor: por el oeste hasta la desembocadura del Vístula en la actual Polonia, por el este al menos hasta el río Dniéper en la actual Bielorrusia, quizá incluso hasta Moscú, y por el sur quizá hasta Kiev. Se encuentran evidencias de alguna lengua báltica en estas regiones, en los hidrónimos (nombres de masas de agua) que tienen características bálticas. El uso de los hidrónimos por lógica, determinan la extensión de la influencia de estas culturas, pero no la fecha del origen de dicha influencia. La expansión histórica del uso de las lenguas eslavas por el sur y por el este, y de las lenguas germánicas por el oeste redujo la distribución geográfica de las lenguas bálticas hasta una fracción del área que originalmente ocupaban.

Mapa del área de distribución de los hidrónimos bálticos

### Contacto con las lenguas urálicas
Aunque Estonia está incluida geopolíticamente entre los estados bálticos debido a su ubicación, el estonio es una lengua ugrofinesa de la familia de lenguas urálicas y no está relacionada con las lenguas bálticas, que son indoeuropeas.
Las lenguas mordvínicas, habladas principalmente a lo largo de los afluentes occidentales del Volga, muestran varias docenas de préstamos de una o más lenguas bálticas. Estos pueden haber sido mediados por contactos con los bálticos orientales a lo largo del río Oká.  Con respecto a la misma ubicación geográfica, Asko Parpola, en un artículo de 2013, sugirió que la presencia báltica en esta área, que data de alrededor del  200-600 d. C., se debe a un "superestrato de élite".  Sin embargo, el lingüista Petri Kallio argumentó que el Volga-Oka es un área secundaria de habla báltica, que se expande desde el Báltico oriental, debido a una gran cantidad de préstamos bálticos en finés y sami. 
Los estudiosos finlandeses también indican que el letón tenía amplios contactos con el livonio, y en menor medida con el estonio.  Por lo tanto, este contacto explica el número de hidrónimos fineses en Lituania y Letonia que aumentan en dirección norte. 
Parpola, en el mismo artículo, supuso la existencia de un sustrato báltico para el finés, en Estonia y la costa de Finlandia.  En la misma línea, Kallio argumenta la existencia de una "lengua del Báltico del Norte" perdida que explicaría los préstamos durante la evolución de la rama del finés. 

### Historia
Según una teoría, las tribus indoeuropeas hablantes de los idiomas que posteriormente darían lugar a las lenguas bálticas probablemente se asentaron en la zona al sur de la costa báltica alrededor del siglo XIII a. C., y posteriormente migraron hacia la costa donde se encontraron con un poblamiento de pescadores y granjeros que hablaban una lengua protofínica. Se cree que esta población indígena acabó asimilándose entre los pueblos bálticos. La evolución natural divergente que se dio entre estos idiomas en ese periodo de tiempo habría sido el motor que produjo las diferentes lenguas que se dieron en el I milenio.
Aunque las diversas tribus bálticas fueron mencionadas por historiadores antiguos desde el año 98 a. C., los primeros testimonios de un idioma báltico son de alrededor de 1350, con la creación del Vocabulario de Elbing, un diccionario para la traducción entre el alemán y el prusiano. El primer testimonio del lituano se da en la traducción de un himno en 1545; el primer libro impreso en lituano, un catecismo de Martynas Mažvydas, fue publicado en 1547. El letón apareció en un himno en 1530 y en un catecismo impreso en 1585. Una razón para estos testimonios tan tardíos es que los bálticos se resistieron a la cristianización más que el resto de europeos, lo cual retrasó la introducción de la escritura y aisló sus idiomas de las influencias externas.
Con el establecimiento de un estado alemán en Prusia y el realojo de gran parte de la población báltica prusiana en el siglo XIII, los prusianos comenzaron a ser asimilados, lo cual dio como resultado la extinción del antiguo prusiano a finales del siglo XVII.
Durante los años de la Mancomunidad Polaco-Lituana (1569-1795), los documentos oficiales se escribían en polaco, ruteno y latín, siendo el lituano casi exclusivamente un lenguaje oral entre las clases humildes.
Tras las Particiones de Polonia, gran parte de las tierras bálticas acabaron bajo gobierno del Imperio ruso, bajo el cual a veces se prohibía la escritura o el uso público de los idiomas vernáculos.

## Clasificación interna
El grupo de lenguas bálticas se divide en dos subgrupos: el báltico occidental, que solo se compone de lenguas hoy extintas, y el báltico oriental, que contiene los idiomas aún vivos del grupo. Aunque relacionados entre sí, los vocabularios del lituano, del letón y del prusiano antiguo poseen grandes diferencias y no son mutuamente inteligibles. El hoy extinto prusiano antiguo era el más arcaico de los tres.

### Lenguas bálticas occidentales
- Galindio occidental †
- Prusiano antiguo †
- Yotvingio (Sudovio) †

### Lenguas bálticas orientales
- Curonio † — a veces considerado como báltico occidental.
- Latgaliano — suele ser considerado un dialecto letón (164 500 hablantes)
- Letón (3 millones de hablantes)
- Lituano (4 millones de hablantes)
- Samogitiano — suele ser considerado un dialecto lituano (500 000 hablantes)
- Selonio †
- Semigaliano †

### Lenguas bálticas del Dniéper
- Galindio oriental †

(†—idioma extinto)

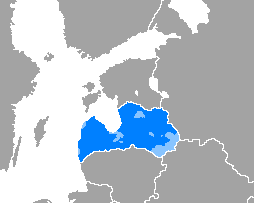
Letón
Latgaliano (dialecto)
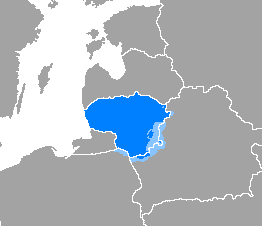
Lituano
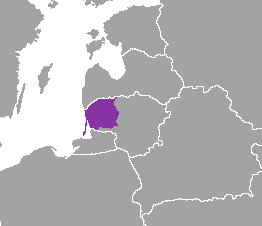
Samogitiano (dialecto)
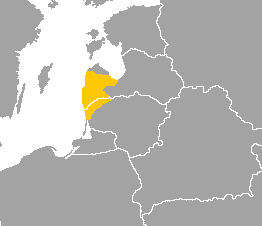
Curonio (extinto)
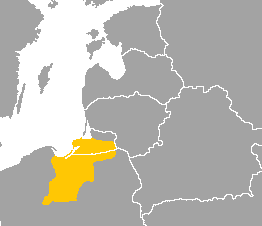
Prusiano antiguo (extinto)

### Relación con otras lenguas indoeuropeas
Las lenguas bálticas son de interés especial para los lingüistas debido a que retienen muchas características arcaicas, que se suponen presentes en los estadios primitivos del proto-indoeuropeo.
Los lingüistas no se ponen de acuerdo sobre la relación que las lenguas bálticas tienen con otras ramas de la familia indoeuropea. Tales relaciones se identifican por el método comparativo, que intenta reconstruir la cronología de las divergencias entre los idiomas en fonología y léxico. El parentesco lingüístico se determina por la identificación de las innovaciones lingüísticas que dos idiomas o grupos comparten.
Varias de las extintas lenguas bálticas tienen un testimonio escrito escaso o inexistente, y su existencia solo se conoce por los testimonios de antiguos historiadores o por nombres de personas o lugares; todos los idiomas del grupo báltico (incluidos los dos supervivientes) se comenzaron a escribir relativamente tarde en su probable existencia como idiomas separados. Estos dos factores combinados con otros han oscurecido la historia de las lenguas bálticas, dando lugar a unas cuantas teorías sobre su posición en la familia indoeuropea.
Mientras algunos lingüistas creen que las lenguas bálticas divergieron del proto-indoeuropeo por separado de otras ramas, otros opinan que las lenguas bálticas comparten una lengua antepasada común con las lenguas eslavas o las germánicas, y que deberían ser clasificadas como lenguas balto-eslavas o balto-germánicas respectivamente.
También se han postulado relaciones cercanas entre las lenguas bálticas y otros grupos e idiomas indoeuropeos geográficamente más distantes, como el albanés, el dacio y el tracio.
Más recientemente se ha sugerido que el grupo báltico es un modo inapropiado de clasificar a las lenguas bálticas, y que los grupos báltico occidental y báltico oriental tienen diferentes líneas parentales, que convergieron posteriormente.

## Descripción lingüística

### Fonología
A partir de la evidencia de las lenguas bálticas testimoniadas modernamente se puede reconstruir con bastante seguridad el siguiente inventario consonántico para el proto-báltico:
|           | Labial | Alveolar | Post.Alv. / Palatal | Velar  |
| --------- | ------ | -------- | ------------------- | ------ |
| Oclusiva  | *p, *b | *t, *d   |                     | *k, *g |
| Nasal     | *m     | *n       |                     |        |
| Fricativa | *v     | *s, *z   | *š, *ž              |        |
| Sonorante |        | *r, *l   | *j                  |        |
Este sistema se conserva relativamente bien en lituano, en letón en cambio /*s, *š/ se confunden ambas en /s/ y /*z, *ž/ se confunden ambas en /z/. Las oclusivas sonoras proto-bálticas parecen derivar tanto de la serie "sonora aspirada" /*bh, *dh, *gh, *gʷh/ como de la serie "sonora simple" /*b, *d, *g, *gʷ/. Los fonemas /*š; *ž/ derivan de los fonemas indoeuropeos /*ḱ; *ǵ, *ǵh/.

### Comparación léxica
Los numerales en diferentes lenguas bálticas son:
| GLOSA | Occidental       | Oriental                 | Oriental         | PROTO- BÁLTICO |
| GLOSA | Antiguo Prusiano | Lituano                  | Letón            | PROTO- BÁLTICO |
| ----- | ---------------- | ------------------------ | ---------------- | -------------- |
| '1'   | aīns             | vienas ̀βʲɛnəs            | viens viɛns      | *aīns          |
| '2'   | dwāi             | du ˈdʊ / dvi `dvī        | divi ˈdivi       | *dw(ā)i        |
| '3'   | trijan           | trys ́tʲrʲiːs             | tris triːs       | *trijas        |
| '4'   | keturjāi         | keturi cɛtʊˈrʲɪ          | četri ˈʧɛtri     | *keturi        |
| '5'   | pēnkjāi          | penki ˈpʲɛŋˈcɪ           | pieci ˈpiɛʦi     | *penki         |
| '6'   | *usjai           | šeši ʃʲɛˈʃʲɪ             | seši ˈseʃːi      | *sweši         |
| '7'   | *septīnjai       | septyni sʲɛptʲiːˈnʲɪ     | septiṇi ˈsɛptiɲi | *septīni       |
| '8'   | *astōnjai        | aštuoni ʌʃtuɔˈnʲɪ        | astoṇi ˈɑstuɔɲi  | *aštōni        |
| '9'   | *newīnjai        | devyni dʲɛvʲiːˈnʲɪ       | deviṇi ˈdɛviɲi   | *newīni        |
| '10'  | *desīmtan        | dešimt(is) ˈdʲɛʃʲɪmt(ɪs) | desmit ˈdɛsmit   | *dešīmt-       |